# Harold D. Foster

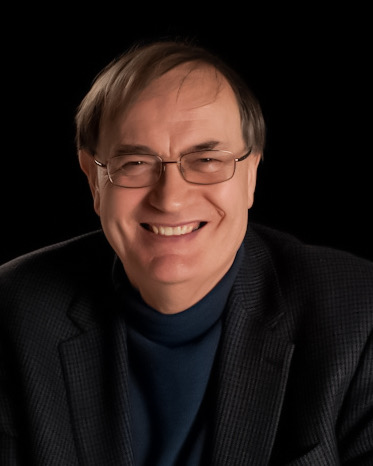
Harold Douglas Foster, 2009

Harold Douglas Foster (* 1943 in Tunstall, North Yorkshire, England; † 15. August 2009 in Victoria, British Columbia, Kanada) war ein britisch-kanadischer Geograph. Er befasste sich mit der medizinischen Geographie und der orthomolekularen Medizin.

## Akademische Laufbahn
Er studierte Geologie und Geographie am University College London und schloss 1964 mit dem B.Sc. ab. 1968 promovierte er dort.
Ab 1967 gehörte Foster dem Department of Geography der University of Victoria in Kanada an. 
1976 veröffentlichte Foster in der Fachzeitschrift The Professional Geographer den Artikel Assessing Disaster Magnitude: A Social Science Approach, in welchem er die so genannte „Foster-Skala“ zur quantitativen Bewertung von Katastrophenausmaßen präsentierte.
1980 erschien sein Werk Disaster Planning: The Preservation of Life and Property.
Er lehrte an der University of Victoria bis zu seiner Emeritierung 2008 und veröffentlichte in dieser Zeit mehrere hundert Fachartikel und über 16 Bücher, darunter mehrere Monographien.

## Orthomolekulare Medizin
Ab den frühen 1990er Jahren wandte Foster sein Interesse auf die orthomolekulare Medizin zu. In seiner Buchreihe What Really Causes beschreibt er seine Ansichten über ernährungsbedingte Ursachen chronischer Erkrankungen wie AIDS, Alzheimer und anderer. Foster war im Vorstand der International Schizophrenia Foundation.
Er verstarb am 15. August 2009 im Victoria Hospice an den Folgen einer Krebserkrankung und wurde 2010 in die Orthomolecular Medicine Hall of Fame aufgenommen.

## Publikationen (Auswahl)

### Geographie
- Harold D. Foster: Assessing Disaster Magnitude: A Social Science Approach. In: The Professional Geographer. Nr. 3, 1976, S. 241–247, doi:10.1111/j.0033-0124.1976.00241.x (englisch).
- Harold D. Foster: Disaster Planning: The Preservation of Life and Property. Springer, New York 1980, ISBN 0-387-90498-0 (englisch).

### Orthomolekulare Medizin
- Harold D. Foster; Liping Zhang: Longevity and selenium deficiency: evidence from the People’s Republic of China. In: Science of the Total Environment. 170 (1995), S. 133–139. DOI:10.1016/0048-9697(95)04626-C.
- Harold D. Foster: What Really Causes AIDS. Trafford Publishing, 2002. ISBN 1-55369-132-6.
- Harold D. Foster: What Really Causes Alzheimer’s Disease. University of Victoria Press, 2004. ISBN 9781412049214.